# Ancylotrypa zuluensis
Ancylotrypa zuluensis là một loài nhện trong họ Cyrtaucheniidae. Loài này phân bố ờ Nam Phi.